# Illorsuit

Ön Illorsuit i Uummannaqfjorden

Illorsuit ("De stora husen") är en grönländsk bygd i Qaasuitsup kommun. Bygden hade 99 invånare 2005, men 2015 är antalet 72.
Illorsuit ligger cirka 82 km nordväst om staden Uummannaq på nordostkusten av en 468 km2 stor ö med samma namn. Bygden är omgiven av höga bergstoppar (öns högsta topp är på 1150 meter), och därför syns solen inte från mitten av oktober till början av mars. Den viktigaste näringen är sälfångst och fiske (mindre hälleflundra). Bygden har ett servicehus, grundskola och kyrka med 130 sittplatser. Ett par gånger i veckan finns helikopterförbindelse med Uummannaq. 

## Kända personer
- Elisabeth  Johansen (1907 – 1993) var en grönländsk politiker från Uummannaq. Hon bodde mellan 1946 och 1958 med sin familj i bygden, där hon arbetad som barnmorska.

- De grönländske politikern Lars Emil Johansen föddes i Illorsuit 1946. Han var bland annat landsstyreformand 1991 – 1997 och ledamot av Folketinget 2001 – 2009.